# Robin Freeman (geluidstechnicus)
Robin Freeman (Harrow, 1952) is een Brits geluidstechnicus en producer die veel in Nederland heeft gewerkt.
Freeman werd geboren in de wijk Harrow (Groot-Londen). Hij kreeg pianoles toen hij acht jaar was en begon op 11-jarige leeftijd gitaar te spelen. Freeman speelde als tiener in de groep The Springtime Blues Band, samen met zijn broer, en werd in 1972 onderhoudstechnicus bij de Tin Pan Alley Studios (TPA) in Londen. Vanaf 1973 was hij daar studiotechnicus.
In 1975 kwam de Nederlander Dick van Velden bij TPA op bezoek. Deze bood Freeman een baan aan als hoofd-technicus in zijn Relight Studio te Hilvarenbeek. Freeman verhuisde naar Nederland en werkte voor Relight, tot de studio in 1981 failliet ging. Daarnaast bleef hij voor TPA en andere Britse studio's werken. Zijn zoon Tim Freeman is eveneens geluidstechnicus en producer, en is lid van Psychick Warriors ov Gaia.
Freeman nam diverse Nederlandse groepen op, waaronder Gruppo Sportivo, Golden Earring, Herman Brood & His Wild Romance, Powerplay, Sweet d'Buster, Het Goede Doel, Frank Boeijen Groep, The Nits, en daarnaast buitenlandse groepen of artiesten als Billy Preston en Strawbs.

## Weetje
Op de hoes van het Transister-album Zig Zag (1979) wordt Robin Freeman omschreven als 'King of the Knobs'.